# جوناثان ولز
جوناثان ولز (13 أغسطس 1988 في أستراليا - ) (بالإنجليزية: Jonathan Wells)‏ هو لاعب كريكت أسترالي. لعب مع فريق تسمانيا للكريكت وفريق غرب أستراليا للكريكت ‏ وAdelaide Strikers ‏ وHobart Hurricanes ‏.

## وصلات خارجية
- جوناثان ولز على موقع إي آس بي آن كريك إنفو (الإنجليزية)